# Inul Daratista

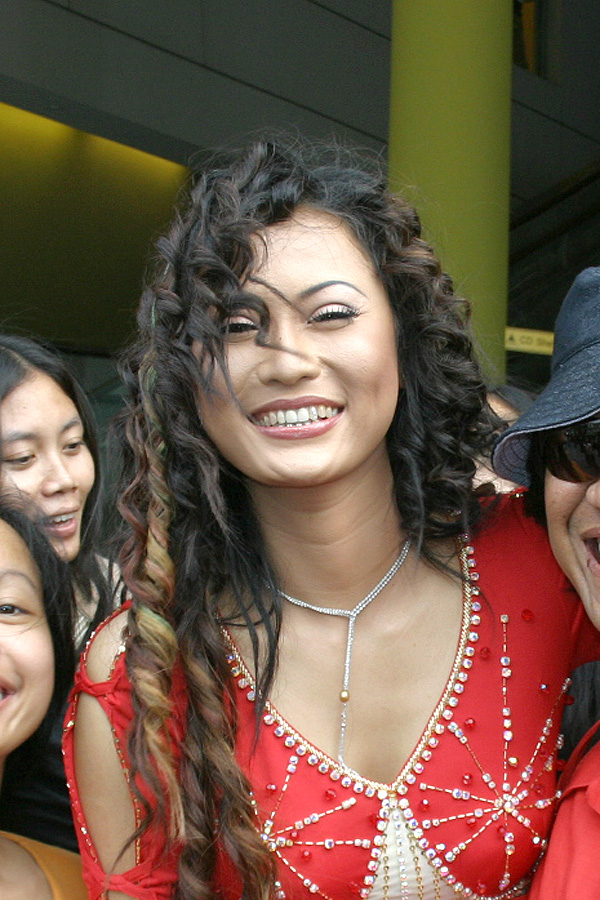
Inul Daratista in Singapore, 2004

Inul Daratista (echte naam: Ainur Rokhimah; Pasuruan, Oost-Java, 21 januari 1979) is een Indonesische dangdut-zangeres die vooral bekend is om haar (enigszins seksueel getinte) dansbewegingen: ze wordt de koningin van het goyang ngebor genoemd (goyang: bewegen, dansen; ngebor: boren).
Inuls manier van dansen heeft haar naast bekendheid ook herhaaldelijk problemen met de overheid en islamitische organisaties in Indonesië bezorgd. In april 2006 zorgde Inul opnieuw voor een rel door bekend te maken dat ze voor de Indonesische versie van Playboy zou gaan poseren.

## Albums
- Goyang Inul
- Separuh Nafas
- Mau Dong
- Rasain Lho